# Phare de Marstein
Le phare de Marstein (en norvégien : Marstein fyr) est un phare côtier situé dans la commune de Austevoll, dans le comté de Vestland (Norvège). Il est géré par l'administration côtière norvégienne (en norvégien : Kystverket).

## Histoire
Le phare est situé sur une petite île à l'ouest de l'île de Storekalsøy, sur le côté sud de l'entrée du Korsfjorden menant à Bergen et dans le Hardangerfjord.
Le premier phare, en forme de prisme octogonal, a été construit en 1877. Pendant la Seconde Guerre mondiale, l'île et le phare ont été occupés par les forces allemandes d'occupation. Un raid aérien allié a bombardé le phare à deux reprises, le 25 juillet et le 1er août 1940, et causé des dégâts considérables.
De 1949 à 1950, une nouvelle tour carrée avec une maison de gardien ont été construites, avec une enceinte de protection anti-tempête. Il a été automatisé en 1987 et le personnel est parti définitivement en 2002. La station a été fortement endommagée en janvier 2005 par une tempête détruisant le logement. Celui-ci a été reconstruit et transféré à la municipalité dont un hôtel l'exploite comme annexe.

## Description
Le phare actuel  est une tour carrée en maçonnerie de 17 mètres de haut, avec galerie est lanterne. Le bâtiment est entièrement blanc et la lanterne est rouge. Son feu isophase principal émet, à une hauteur focale de 37,5 mètres, un éclat blanc toutes les 10 secondes. Sa portée nominale est de 17 milles nautiques (environ 31 km).
Son feu secondaire, en-dessous de la lumière principale, émet à une hauteur focale de 29 mètres, un groupe de deux éclats rouges toutes les 4 secondes, avec une portée de 10.6 milles nautiques (environ 19 km).
Il est équipé d'un radar Racon émettant la lettre M en code morse.
Identifiant : ARLHS : NOR-031 ; NF-1590 - Amirauté : B3780 - NGA : 3520 .
|                      |
| Le phare (1890-1900) |

|          |
| Le phare |

### Lien connexe
- Liste des phares de Norvège